# Gladiolus ecklonii
Gladiolus ecklonii là một loài thực vật có hoa trong họ Diên vĩ. Loài này được Lehm. miêu tả khoa học đầu tiên năm 1836.